# 5e cérémonie des British Academy Film Awards
La 5e cérémonie des British Academy Film Awards, organisée par la British Academy of Film and Television Arts, s'est déroulée en 1952 et a récompensé les films sortis en 1951.

## Palmarès

### Meilleur film de toutes sources
- La Ronde
  - Un Américain à Paris (An American in Paris)
  - L'Ombre d'un homme (The Browning Version)
  - Histoire de détective (Detective Story)
  - Sunday in August (Domenica d'agosto)
  - 14 Heures (Fourteen Hours)
  - Mademoiselle Julie (Fröken Julie)
  - De l'or en barre (The Lavender Hill Mob)
  - La Boîte magique (The Magic Box)
  - La Soupe à la citrouille (The Magic Garden)
  - L'Homme au complet blanc (The Man in the White Suit)
  - No Resting Place
  - La Charge victorieuse (The Red Badge of Courage)
  - The Small Miracle
  - Fureur sur la ville (The Sound of Fury)
  - Le Commando de la mort (A Walk in the Sun)
  - Des hommes comme les autres (White Corridors)
  - Édouard et Caroline

### Meilleur film britannique
- De l'or en barre (The Lavender Hill Mob)
  - L'Ombre d'un homme (The Browning Version)
  - La Boîte magique (The Magic Box)
  - La Soupe à la citrouille (The Magic Garden)
  - L'Homme au complet blanc (The Man in the White Suit)
  - No Resting Place
  - The Small Miracle
  - Des hommes comme les autres (White Corridors)

### Meilleur film documentaire
- La Vallée des castors (Beaver Valley)
  - David
  - Oil for the Twentieth Century
  - Out of True
  - Visit to Picasso (Bezoek aan Picasso)
  - A Family Affair

### Special Awards
- Gerald McBoing-Boing – Robert Cannon •  États-Unis
  - The Diesel Story
  - Enterprise
  - Henry Moore
  - The Isle of Man TT 1950
  - Mother's Day – James Broughton •  États-Unis
  - We've Come a Long Way

### UN Award
- Quatre dans une jeep (Die Vier im Jeep)
  - A Family Affair
  - The Good Life
  - Power for All
  - Fureur sur la ville (The Sound of Fury)

## Récompenses et nominations multiples

### Nominations multiples
2 : L'Ombre d'un homme, De l'or en barre, La Boîte magique, La Soupe à la citrouille, L'Homme au complet blanc, No Resting Place, The Small Miracle, Fureur sur la ville, Des hommes comme les autres, A Family Affair,

### Récompenses multiples
Légende : Nombre de récompenses/Nombre de nominations
Aucune